# Piani Palentini
I piani Palentini sono una pianura della Marsica settentrionale in Abruzzo. Compresi tra la piana del Fucino a est, la valle Roveto a sud, la zona del Carseolano a ovest e la valle del Cicolano a nord-ovest, sono inclusi nei comuni di Avezzano, Capistrello, Magliano de' Marsi, Massa d'Albe, Sante Marie, Scurcola Marsicana e Tagliacozzo (AQ).

## Geografia fisica

### Territorio

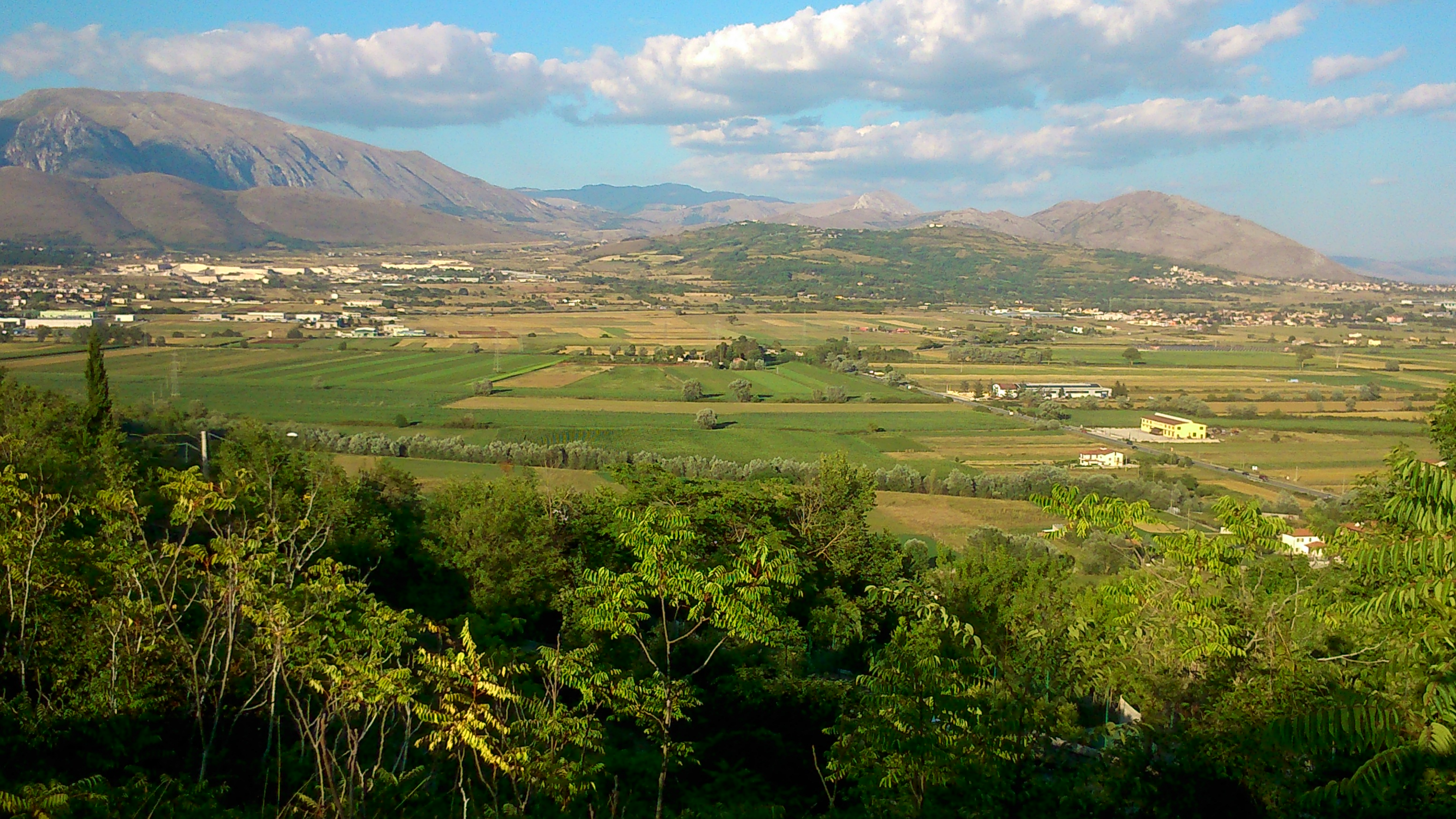
Vista dei piani Palentini e del colle di Albe

La piana, situata nel settore nord occidentale della Marsica tra i 690 e i 720 m s.l.m., è circondata da alcuni importanti rilievi montuosi come quelli del Velino, del monte Bove e del monte San Nicola (monti Carseolani) e del monte Salviano. A ovest-nordovest i monti Aurunzo e Girifalco la separano dalla valle di Nerfa. La piccola depressione del Terramone, riportata nelle carte topografiche con il toponimo di Vaccareccia, è situata a ridosso del monte San Felice nel territorio di Cappelle dei Marsi.

### Idrografia
Nei piani Palentini, alla confluenza del fiume Imele tra i comuni di Scurcola Marsicana e Magliano de' Marsi, prende origine il corso del fiume Salto che entra a nord nell'area reatina del Cicolano, alimentando il lago del Salto situato nell'omonima valle. I piani rappresentano lo spartiacque idrologico tra il bacino del Salto a nord e quello del Fucino a sud.

## Origini del nome
Non è chiara l'origine del nome. Secondo un'ipotesi sarebbe legata a Pale, divinità della mitologia romana, protettrice degli allevatori e del bestiame. Nell'antichità i piani erano detti anche "campi Valentini".

## Storia

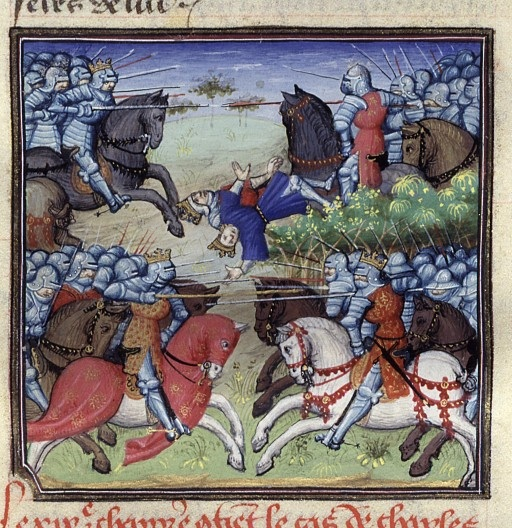
Rappresentazione della battaglia di Tagliacozzo

Grazie a numerosi rinvenimenti archeologici, è stato accertato che, in epoca romana, dopo la fondazione della colonia di Alba Fucens, l'intera area fu sottoposta a centuriazione ed i vari lotti di terreno così delimitati furono assegnati a coloni latini. Dopo alcuni anni dal primo prosciugamento del Fucino operato dall'imperatore Claudio, tramite la costruzione degli omonimi cunicoli tra il 41 e il 52 d.C., i piani Palentini furono dotati di un acquedotto per servire le ville rustiche e per favorire le attività agricole. 

### Battaglia di Tagliacozzo
Nel 1268 in questa località venne combattuta la battaglia di Tagliacozzo che a seguito della sconfitta di Corradino di Svevia causò la caduta dal trono siciliano della casa sveva ed il predominio di Carlo I d'Angiò nel territorio italiano.

## Economia
La piana è a prevalente destinazione agricola e fa da ingresso alla zona ben più agricola e industrializzata corrispondente alla piana del Fucino, oltre a costituire una zona strategica di passaggio e collegamento verso il versante tirrenico-laziale tramite le autostrade A24 e A25 e alla zona reatina del Salto-Cicolano a nord tramite la strada statale 578 Salto Cicolana.

## Infrastrutture e trasporti
Il territorio è parzialmente attraversato dall'autostrada A25 Torano-Pescara, dalla strada statale 5 Via Tiburtina Valeria, da altre strade provinciali e dalla linea ferroviaria Roma-Pescara.

## Monumenti e luoghi d'interesse

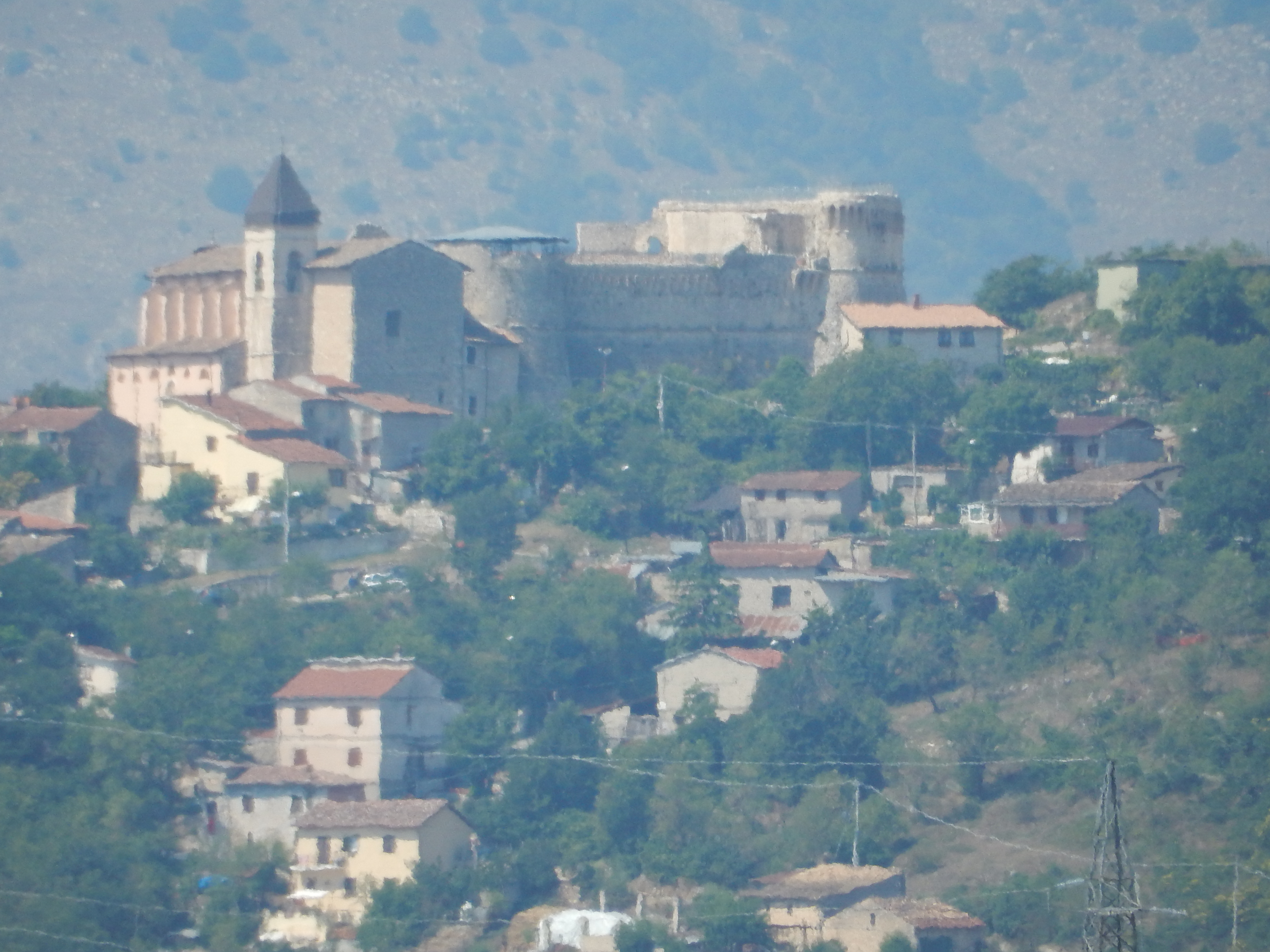
Rocca Orsini a Scurcola Marsicana

- Necropoli dei campi Palentini nel territorio di Scurcola Marsicana
- Acquedotto dell'Arunzo, canale sotterraneo ideato dal console Lucio Arrunzio e realizzato tra il 41 e il 54 d.C. nello stesso periodo della realizzazione dei cunicoli di Claudio alla base del monte Aurunzo tra Castellafiume e Corcumello[9][10].
- Rocca Orsini, chiese e palazzi di Scurcola Marsicana
- Chiesa di Santa Lucia di Magliano de' Marsi
- Ruderi della supposta tomba di re Perseo di Macedonia (Magliano de' Marsi)
- Museo dell'uomo e della natura, centro visita della riserva naturale Monte Velino (Magliano de' Marsi)
- Castello-palazzo De Ponte-Vetoli di Corcumello
- Chiesa di Santa Maria in Valle Porclaneta (Rosciolo dei Marsi)
- Centro storico di Tagliacozzo
- Santuario della Madonna dell'Oriente di Tagliacozzo
- Grotte Palentine sul versante occidentale del monte Salviano